# Сыбрано
Сыбрано (болг. Събрано) — село в Болгарии. Находится в Сливенской области, входит в общину Нова-Загора. Население составляет 340 человек.

## Политическая ситуация
В местном кметстве Сыбрано, в состав которого входит Сыбрано, должность кмета (старосты) исполняет Господин Димитров Демирев (Болгарская социалистическая партия (БСП)) по результатам выборов правления кметства.
Кмет (мэр) общины Нова-Загора — Николай Георгиев Грозев (Граждане за европейское развитие Болгарии (ГЕРБ)) по результатам выборов в правление общины.